# Pseudostegana curvata
Pseudostegana curvata är en tvåvingeart som beskrevs av Chen och Masanori Joseph Toda 2005. Pseudostegana curvata ingår i släktet Pseudostegana och familjen daggflugor. Inga underarter finns listade i Catalogue of Life.